# 1625
Реформація •  Епоха великих географічних відкриттів •  Ганза •  Нідерландська революція •  Річ Посполита •  Запорозька Січ

## Геополітична ситуація
Османську імперію очолює Мурад IV (до 1640). Під владою османського султана перебувають Близький Схід та Єгипет, Середземноморське узбережжя Північної Африки, частина Закавказзя, значні території в Європі: Греція, Болгарія і Сербія. Васалами османів є Волощина та Молдова.
Священна Римська імперія — наймогутніша держава Європи. Її територія охоплює, крім німецьких земель, Угорщину з Хорватією, Богемію, Північну Італію. Її імператором є Фердинанд II з родини Габсбургів (до 1637). Фердинанд III Габсбург — король Угорщини. На території імперії триває Тридцятирічна війна.
Габсбург Філіп IV Великий є королем Іспанії (до 1665) та Португалії. Йому належать Іспанські Нідерланди, південь Італії, Нова Іспанія, Нова Гранада та Нова Кастилія в Америці, Філіппіни. Португалія, попри правління іспанського короля, залишається незалежною. Вона має володіння в Бразилії, в Африці, в Індії, на Цейлоні, в Індійському океані й Індонезії.
Північ Нідерландів займає Республіка Об'єднаних провінцій. Король Франції — Людовик XIII Справедливий (до 1643). Королем Англії є Карл I (до 1640). Король Данії та Норвегії — Кристіан IV Данський (до 1648), Швеції — Густав II Адольф (до 1632). На Апеннінському півострові незалежні Венеціанська республіка та Папська область.
Королем Речі Посполитої, якій належать українські землі, є Сигізмунд III Ваза (до 1632). На півдні України існує Запорозька Січ.
Царем Московії є Михайло Романов (до 1645). Існують Кримське ханство, Ногайська орда.
Шахом Ірану є сефевід Аббас I Великий (до 1629).
Значними державами Індостану є Імперія Великих Моголів, Біджапурський султанат, султанат Голконда, Віджаянагара. У Китаї править династія Мін, маньчжури утворили династію Пізня Цзінь. У Японії триває період Едо.

## Події

### В Україні
- Відбулося повстання Жмайла. Внаслідок його поразки новий гетьман Михайло Дорошенко підписав Куруківський договір.
- Повстання полонених козаків під проводом полковника Олексія Шафрана в Балаклаві, й похід на захопленому судні на Дон.

### У світі

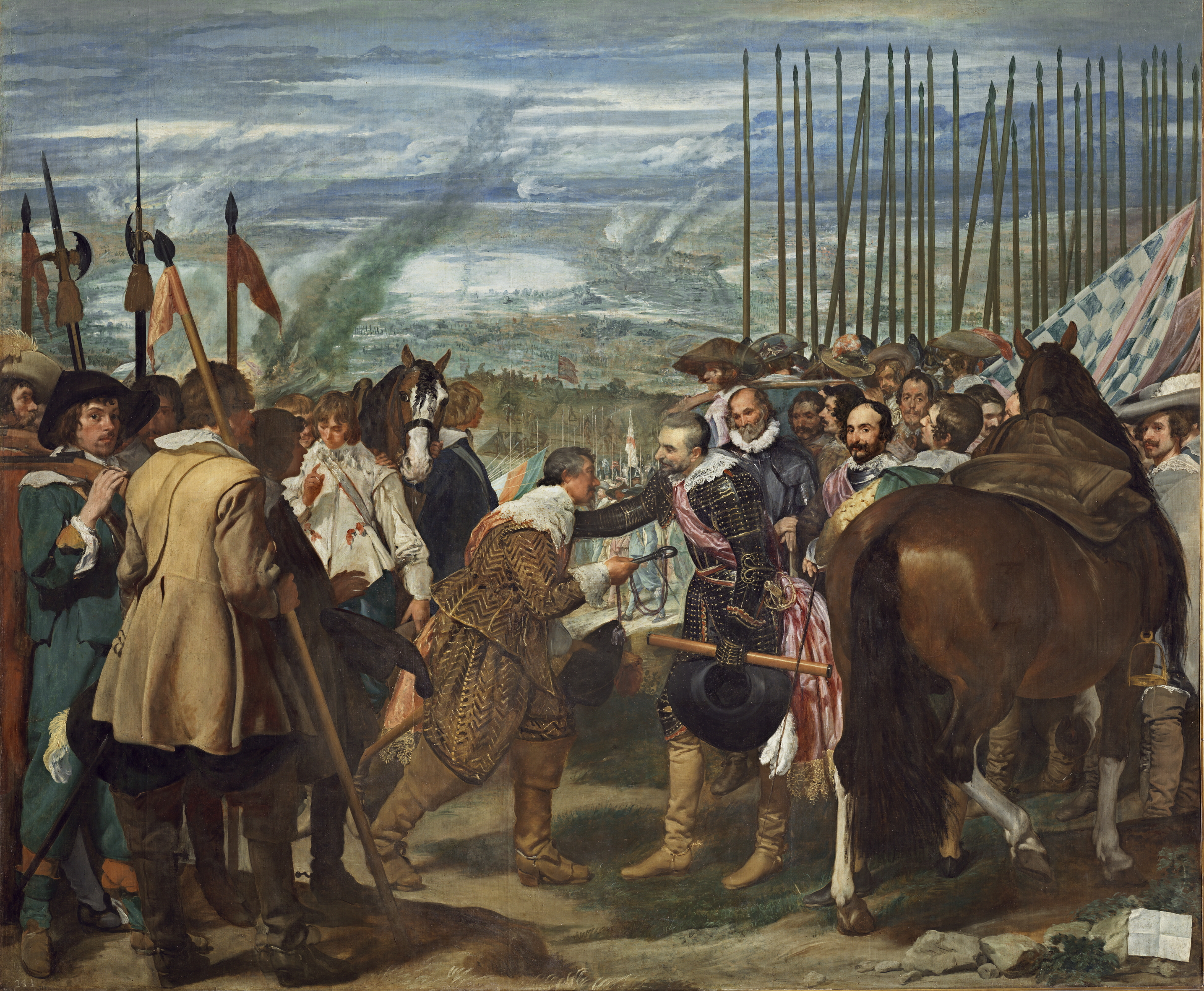
Капітуляція Бреди. Полотно роботи Дієго Веласкеса.

- Фердинанда III Габсбурга короновано королем Угорщини.
- Королем Англії та Шотландії став Карл I із династії Стюартів. Незабаром молодий король одружився з французькою принцесою Генрієттою Марією.
- Фредерік Генріх Оранський успадкував після свого брата Моріца Оранського посади штатгальтера в Республіці Об'єднаних провінцій.
- Іспанські війська на чолі з Амброзіо Спінолою захопили після майже річної облоги нідерландське місто Бреда.
- Нідерландський флот напав на Сан-Хуан на Пуерто-Рико.
- Португальсько-іспанські сили відбили у нідерландців місто Сальвадор у теперішньому бразильському штаті Баїя.
- Іспанці відбили напад англійського флоту на Кадіс.
- Тридцятирічна війна:
  - Данький король Кристіан IV розпочав вторгнення в Німеччину.
  - Англія та Нідерланди підписали в Гаазі договір, згодившись надати допомогу данському королю Кристіану IV в його поході на Німеччину в Тридцятирічній війні.
  - Альбрехт Валленштейн став головнокомандувачем імперських сил у Німеччині.
- Берберські пірати вперше здійснили рейд на узбережжя Англії.
- У Франції відбулося ще одне повстання гугенотів. Вони захопили Іль-де-Ре, але урядові війська відбили острів.
- Нідерландці заснували на острові Мангеттен місто Новий Амстердам.
- Почалася війна між Савойєю та Генуєю.

## Народились
Див. також Категорія:Народились 1625
- 8 червня — Кассіні Джованні Доменіко, французький астролог і астроном італійського походження,
- Маруся Чурай — украïнська співачка.

## Померли
Див. також Категорія:Померли 1625
- 13 січня — в Антверпені у віці 57 років помер нідерландський художник Ян Брейгель (Старший)
- 27 березня — на 59-му році життя помер англійський король Яків I, перший з династії Стюартів.